# Андерсон, Хью
Хью Роберт Андерсон (англ. Hugh Robert Anderson; род. 18 января 1936, Гамильтон, Новая Зеландия) — новозеландский мотогонщик, четырехкратный чемпион мира по шоссейно-кольцевых мотогонок серии MotoGP: дважды в классе 50cc (в 1963-1964 годах) и дважды в классе 125сс (в 1963 и 1965 годах), а также 19-ти кратный чемпион Новой Зеландии. Двукратный победитель соревнований на острове Мэн.

## Биография
С детства играл в регбилиг за «Huntly United» вместе с другим будущим участником чемпионата мира по шоссейно-кольцевых мотогонок серии MotoGP Джинджером Моллоем.
Он присоединился к гоночной заводской команды Suzuki в 1961 году, участвуя в гонках в классах 50cc и 125cc, а иногда и 250cc. Вместе с командой Андерсон стал двукратным чемпионом мира (в классах 50cc и 125cc) в 1963 году и сохранил свой титул чемпиона мира 50cc в следующем году. В 1965 году он еще раз выиграл чемпионат в классе 125cc на своем Suzuki.
С 1969 года он вместе с женой Джанни поселился в родном Гамильтоне, имеет двух дочерей и сына.
В 1994 году, в день рождения королевы Хью Андерсон стал членом ордена Британской империи за заслуги в автоспорте».
В 1995 году Хью был введен в Зал славы спорта Новой Зеландии.